# Ungarische Eishockeyliga 1988/89
Die Saison 1988/89 war die 52. Spielzeit der ungarischen Eishockeyliga, der höchsten ungarischen Eishockeyspielklasse. Meister wurde zum insgesamt 19. Mal in der Vereinsgeschichte Ferencvárosi TC.

## Modus
In der Hauptrunde absolvierte jede der sieben Mannschaften insgesamt zwölf Spiele. Die vier bestplatzierten Mannschaften qualifizierten sich für die Finalrunde, deren beiden Erstplatzierten sich für das Meisterschaftsfinale qualifizierten. Die übrigen drei Mannschaften bestritten eine Platzierungsrunde. Die Hauptrunden-Ergebnisse wurden in die zweite Saisonphase übernommen. Für einen Sieg erhielt jede Mannschaft zwei Punkte, bei einem Unentschieden gab es einen Punkt und bei einer Niederlage null Punkte.

## Hauptrunde

### Tabelle
|    | Klub                      | Sp | S  | U | N  | Tore   | Punkte |
| -- | ------------------------- | -- | -- | - | -- | ------ | ------ |
| 1. | Újpesti Dózsa SC          | 12 | 10 | 1 | 1  | 126:34 | 21     |
| 2. | Ferencvárosi TC           | 12 | 9  | 1 | 2  | 98:40  | 19     |
| 3. | Alba Volán Székesfehérvár | 12 | 7  | 1 | 4  | 68:43  | 15     |
| 4. | Miskolci Kinizsi          | 12 | 7  | 0 | 5  | 74:63  | 14     |
| 5. | Nepstadion NSzE Budapest  | 12 | 3  | 1 | 8  | 47:90  | 7      |
| 6. | Jászberényi Lehel SE      | 12 | 3  | 0 | 9  | 34:84  | 6      |
| 7. | Sziketherm HC Dunaújváros | 12 | 1  | 0 | 11 | 42:135 | 2      |

Sp = Spiele, S = Siege, U = unentschieden, N = Niederlagen, OTS = Overtime-Siege, OTN = Overtime-Niederlage, SOS = Penalty-Siege, SON = Penalty-Niederlage

## Zweite Saisonphase

### Finalrunde
|    | Klub                      | Sp | S  | U | N  | Tore   | Punkte |
| -- | ------------------------- | -- | -- | - | -- | ------ | ------ |
| 1. | Újpesti Dózsa SC          | 18 | 15 | 1 | 2  | 170:52 | 31     |
| 2. | Ferencvárosi TC           | 18 | 14 | 1 | 3  | 133:57 | 29     |
| 3. | Alba Volán Székesfehérvár | 18 | 8  | 2 | 8  | 83:76  | 18     |
| 4. | Miskolci Kinizsi          | 18 | 7  | 1 | 10 | 94:109 | 15     |

Sp = Spiele, S = Siege, U = unentschieden, N = Niederlagen, OTS = Overtime-Siege, OTN = Overtime-Niederlage, SOS = Penalty-Siege, SON = Penalty-Niederlage

### Platzierungsrunde um Platz 5
|    | Klub                      | Sp | S | U | N  | Tore   | Punkte |
| -- | ------------------------- | -- | - | - | -- | ------ | ------ |
| 5. | Nepstadion NSzE Budapest  | 16 | 5 | 2 | 9  | 74:110 | 12     |
| 6. | Jászberényi Lehel SE      | 16 | 5 | 1 | 10 | 53:97  | 11     |
| 7. | Sziketherm HC Dunaújváros | 16 | 2 | 0 | 14 | 58:164 | 4      |

Sp = Spiele, S = Siege, U = unentschieden, N = Niederlagen, OTS = Overtime-Siege, OTN = Overtime-Niederlage, SOS = Penalty-Siege, SON = Penalty-Niederlage

## Playoffs

### Spiel um Platz 5
- Nepstadion NSzE Budapest – Lehel SE Jászberény 1:2 (7:3, 2:5, Wertung für Jászberény)

### Spiel um Platz 3
- Alba Volán Székesfehérvár – Miskolci Kinizsi 3:0 (6:5, 4:2, 4:2)

### Finale
- Újpesti Dózsa SC – Ferencvárosi TC 1:3 (5:2, 2:5, 6:7, 3:7)